# 松平信嵩
松平 信嵩（まつだいら のぶたか）は、江戸時代中期の大名。駿河国小島藩の第3代藩主。滝脇松平家10代。官位は従五位下・安房守。

## 略歴
丹波国篠山藩の第4代藩主・松平信庸（初代小島藩主松平信孝の弟）の6男として誕生。
享保6年（1721年）、従兄で先代藩主の信治の養嗣子となり、享保9年（1724年）の信治の死去により跡を継いだ。藩財政再建のため、領民から税を徴発するなどしたが効果は無かった。享保16年（1731年）7月27日に22歳で死去し、跡を長男・昌信が継いだ。

## 系譜
父母
- 松平信庸（実父）
- 松平信治（養父）

子女
- 松平昌信（長男）
- 戸田種員室のちに戸田氏住室